# Igreja da Paz em Świdnica

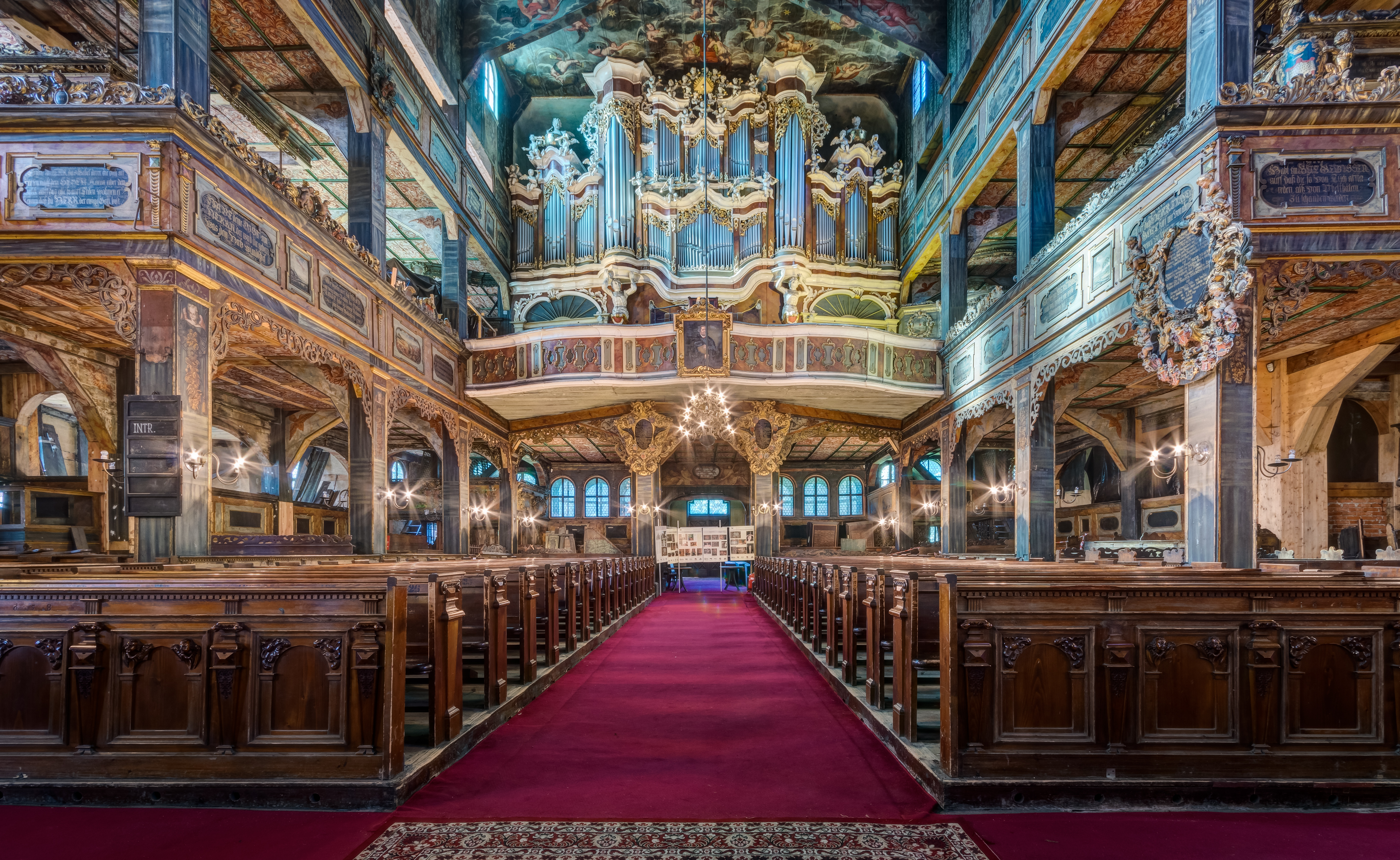
Interior da Igreja da Paz, vista frontal do órgão

Igreja da Paz Santíssima Trindade em Świdnica - o maior templo barroco de madeira da Europa, um edifício sagrado histórico construído sob os acordos do Tratado de Westfália concluído em 1648 e encerrando a Guerra dos Trinta Anos. Pertence à paróquia Świdnica da Igreja Evangélica de Augsburg na Polónia. Desde 2001, o local foi inscrito na Lista do Patrimônio Mundial da UNESCO.

## História
A Igreja da Paz em Świdnica foi uma das três Igrejas da Paz (depois dos edifícios em Głogów e Jawor), cuja construção nos principados hereditários dos Habsburgos na Silésia, sob a pressão da Suécia protestante, foi permitida pela Igreja Católica Imperador Ferdinand III. Nestes principados, todas as igrejas construídas por católicos e assumidas por protestantes voltaram à Igreja Católica. Após a eclosão da guerra, os evangélicos foram privados do direito de professar sua própria fé e de possuir suas próprias igrejas. Por outro lado, nos principados governados pelos Piasts da Silésia - principalmente evangélicos - todas as igrejas podiam permanecer protestantes.

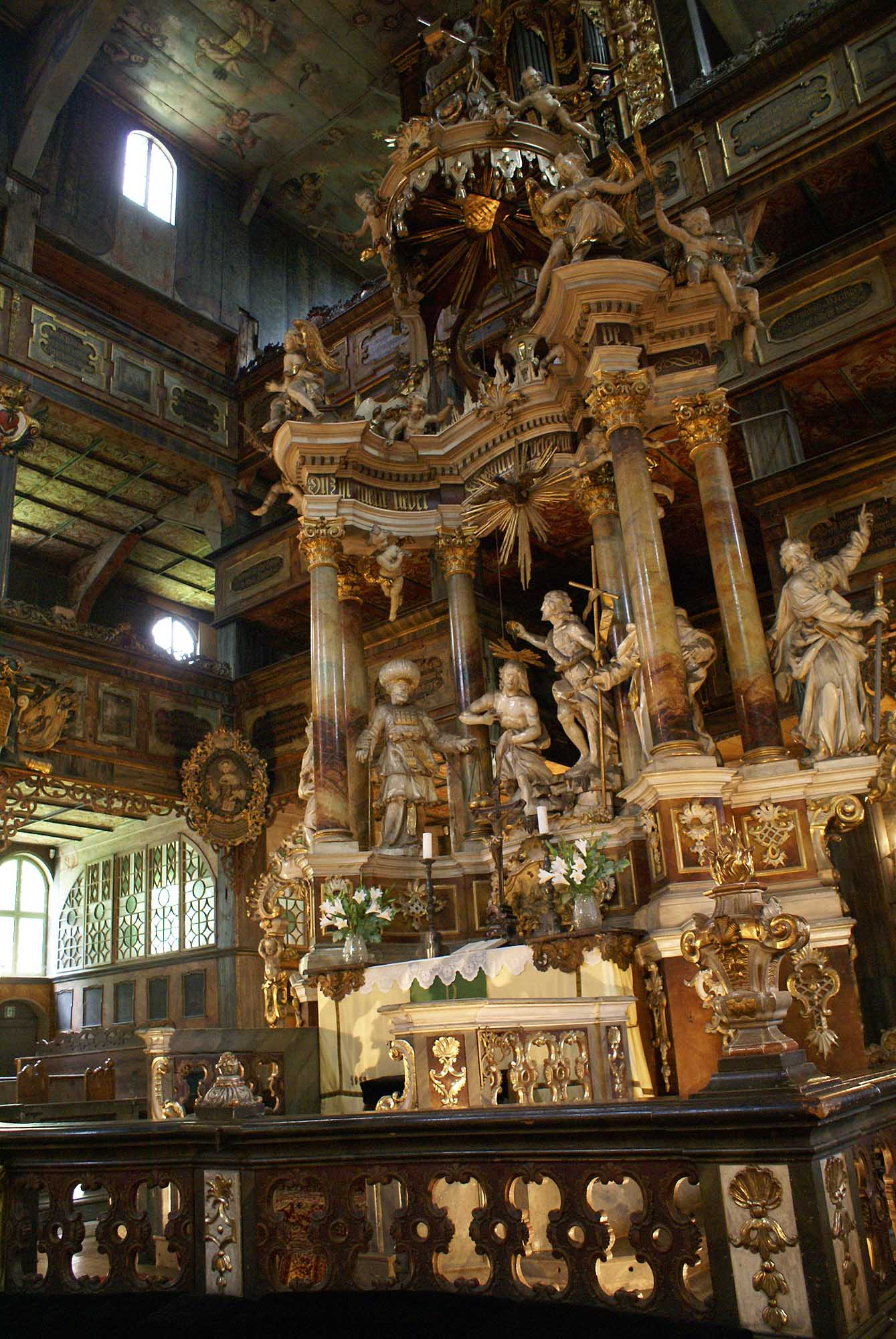
O altar principal

A construção das Igrejas da Paz estava deliberadamente sujeita a condições adicionais que dificultariam sua construção ou, se concluídas, causariam um uso do templo por um curto período. A pedra fundamental para a construção da igreja em Świdnica foi lançada em 23 de agosto de 1656. O autor do projeto foi Albrecht von Saebisch, um mestre da construção de Wrocław. A igreja foi construída por um carpinteiro de Świdnica, Andreas Kaemper. Com o objetivo de arrecadar fundos para a construção de Świdniczanin, Christian Czepko iniciou uma jornada pelos tribunais protestantes europeus. Evangélicos da Silésia de todos os estados, desde os camponeses, passando pela burguesia, até a nobreza, estiveram envolvidos na construção.
Após 10 meses de construção, o primeiro serviço religioso na nova igreja em Świdnica foi realizado em 24 de junho de 1657.
Em 1708, durante a Guerra do Norte, quando a situação religiosa dos evangélicos melhorou, novamente sob a pressão do rei sueco, um campanário e uma escola evangélica foram construídos ao lado da igreja. Ambos os edifícios sobreviveram até hoje.
Embora a igreja tenha sido construída em decorrência de conflitos religiosos, é um símbolo de reconciliação. Em 1989, o primeiro-ministro polonês Tadeusz Mazowiecki e o chanceler alemão Helmut Kohl oraram juntos pela paz na igreja. Em 2011, o casal real sueco Carlos XVI Gustav e a Rainha Sylwia o visitaram. Em 2014, a chanceler alemã Angela Merkel e a primeira-ministra polonesa Ewa Kopacz participaram da oração ecumênica pela paz. Em setembro de 2016, representantes de denominações cristãs, Judaísmo, Islã e Budismo, juntamente com o 14º Dalai Lama, assinaram o "Apelo pela Paz" na igreja Świdnica.

## Arquitetura

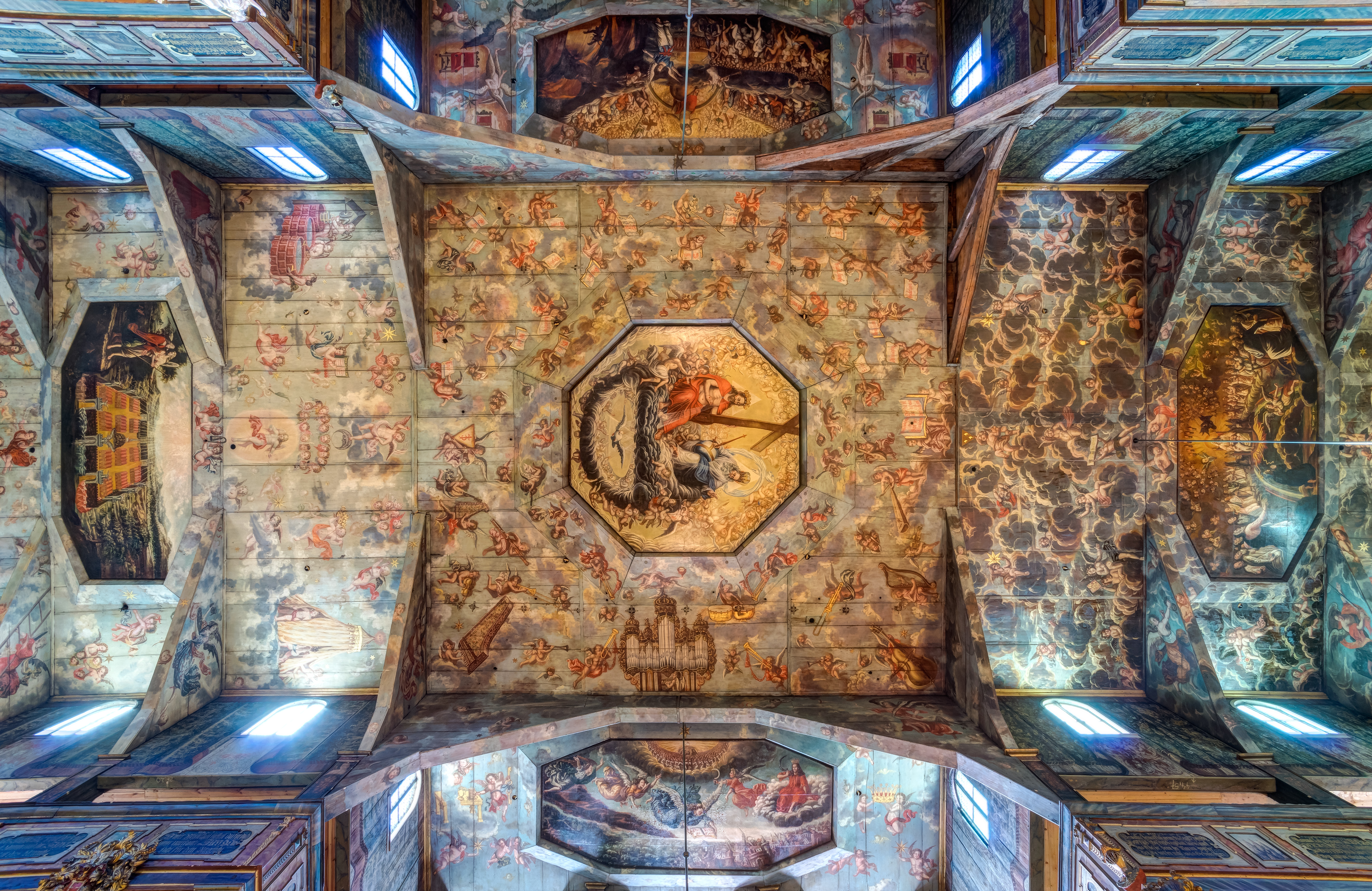
Tecto

A Igreja da Paz em Świdnica foi erguida em um sistema de enxaimel como uma estrutura central baseada em um esqueleto de madeira preenchido com argila e palha. Foi construído em uma planta em cruz grega. Ao edifício central, o Salão do Batismo e a sacristia foram acrescentados no lado oriental, o Salão dos Mortos no oeste, o Salão do Casamento no sul e o Hala Polna no norte. Tem 44 metros de comprimento e 30,5 metros de largura. O andar térreo e os quatro andares das matroneus podem acomodar 7.500 pessoas (incluindo 3.000 assentos). A igreja foi construída para acomodar o maior número de pessoas possível, o que foi importante especialmente nos tempos de restrição da liberdade religiosa para os protestantes, por ser uma das duas igrejas protestantes no Ducado de Świdnica e Jawor. Portanto, o templo possui uma grande área interna (1.090 m²) e cubatura.

## Adornos da igreja
O altar e o púlpito são elementos excepcionalmente valiosos da mobília da igreja.

### Púlpito
O púlpito barroco, obra de Gotfried August Hoffmann, data de 1729. As escadas são decoradas com cenas bíblicas, estas são "Pentecostes", "Gólgota" e "Paraíso". Há alegorias esculpidas de Fé, Esperança e Amor na balaustrada. Acima da porta do púlpito, uma escultura de Jesus Bom Pastor.

### O altar principal
O altar-mor, também de Hoffmann, foi encomendado para o centenário da igreja em 1752 e concluído no ano seguinte. Acima do altar mensa há um pequeno baixo-relevo representando a Última Ceia. No centro está o "Batismo de Cristo" e as figuras de Moisés, o sumo sacerdote de Arão e os apóstolos Pedro e Paulo. Acima, em seis colunas coríntias, há um friso com a inscrição: "Dies ist mein geliebter Sohn, an dem ich Wohlgefallen habe" ("Este é o meu filho amado, de quem me comprazo" - Mateus 3:17). No centro, na altura do friso, uma alegoria do Espírito Santo em forma de pomba. Acima, sob o dossel, um triângulo dourado cercado por raios, com o tetragrama do nome divino escrito em hebraico - uma alegoria de Deus Pai. No topo do altar, sobre um livro com sete selos, há um cordeiro com um estandarte.

### Órgãos
Também existem órgãos históricos preservados com 62 vozes com um prospecto barroco de 1666 a 1669, construído pela empresa de Gottfried Klose de Brzeg e retrabalhado várias vezes. Na galeria mais alta acima do altar, existem órgãos menores fundados em 1695 por Sigismund Ebersbach.
O órgão atual, o quinto consecutivo, é de 1909 e é fabricado pela Schlag & Söhne, empresa de Świdnica, que introduziu o fornecimento de energia elétrica.

### A Loja Hochberg
As famílias mais privilegiadas tinham suas próprias pousadas na igreja. Em frente ao púlpito, acima da entrada principal da igreja, há uma bela e ricamente ornamentada loja da família Hochberg, benfeitores da igreja, construída em 1698. Esta loja foi estabelecida como um símbolo de gratidão à família do conde Johann Heinrich von Hochberg, que financiou carvalhos para a construção da igreja.

### Matroneus
Toda a extensão dos matroneus é coberta com 78 textos de versos bíblicos e 47 cenas alegóricas. As gravuras pintadas nos quadros ilustram o significado das citações bíblicas ao lado delas. As balaustradas da galeria são ricamente decoradas com esculturas e pinturas.

### Pinturas
Os tetos da igreja são decorados com pinturas de 1694 a 1696 de dois pintores de Świdnica - Christian Sussenbach e Christian Kolitschek. Eles ilustram cenas da Revelação de São João:
- "Jerusalém Celestial",
- Deus Pai, sobre cuja cabeça, rodeado por sete línguas de chamas, uma águia circulando, tem um livro dobrado com sete selos no colo, no qual repousa um cordeiro, 24 idosos estão ajoelhados ao redor, abaixo você pode ver uma oração João,
- "A queda da pecaminosa cidade da Babilônia",
- "O julgamento final"

No cruzamento das naves, a Santíssima Trindade é pintada.
Os tetos ao redor das pinturas, bem como os tetos e pilares da galeria, são pintados em padrões florais.

## Galeria

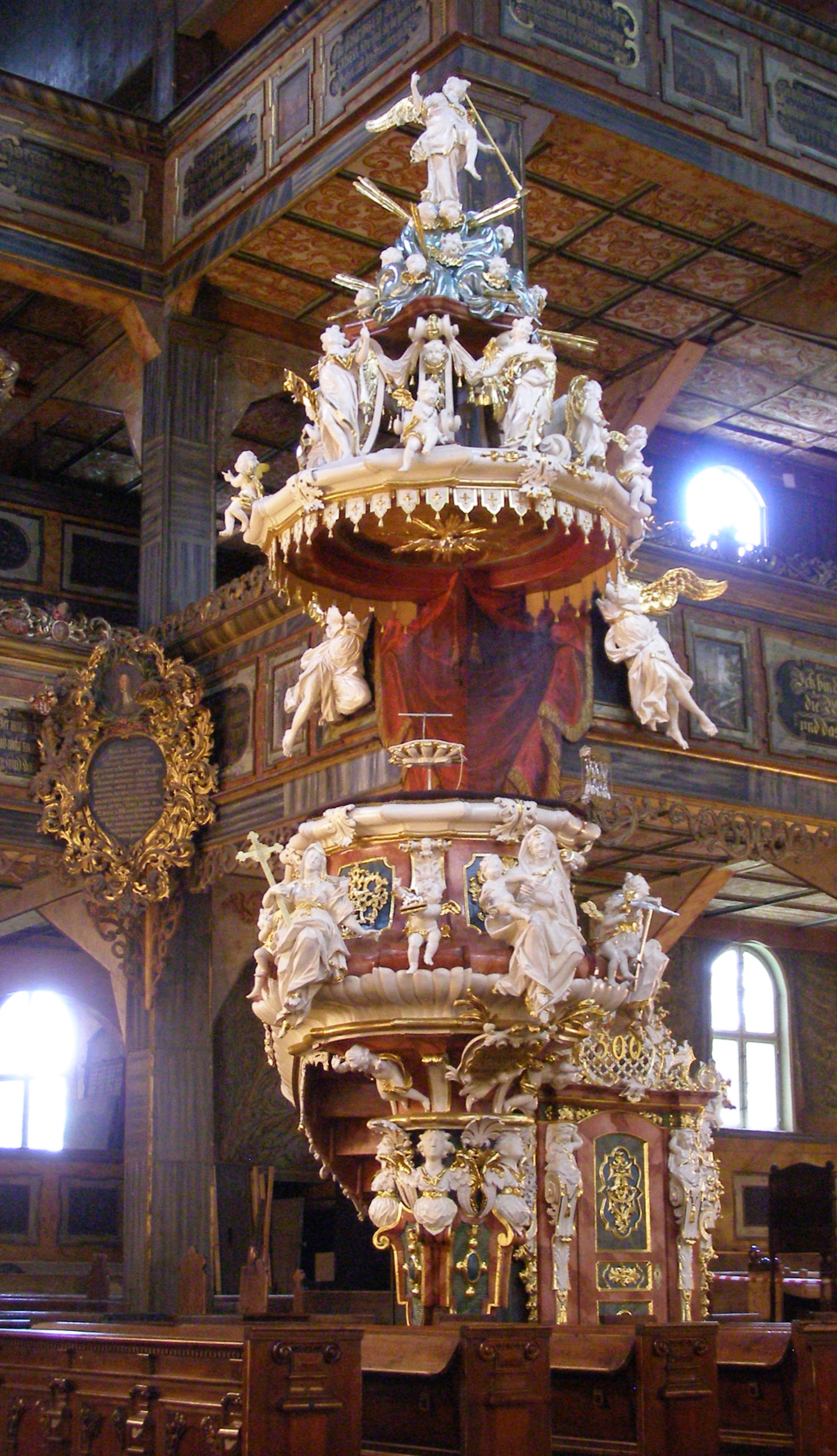
Púlpito
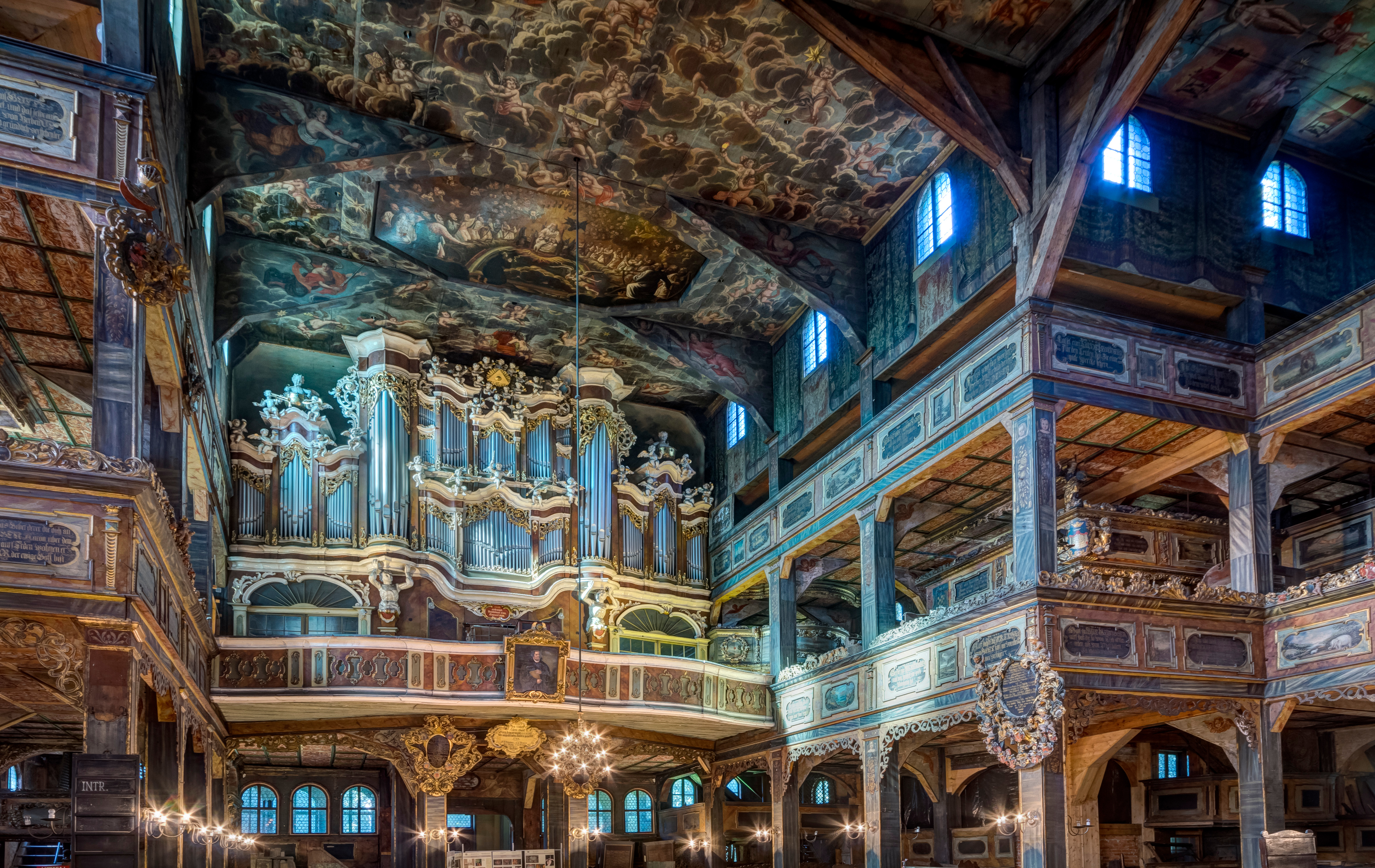
O Loja Hochberg
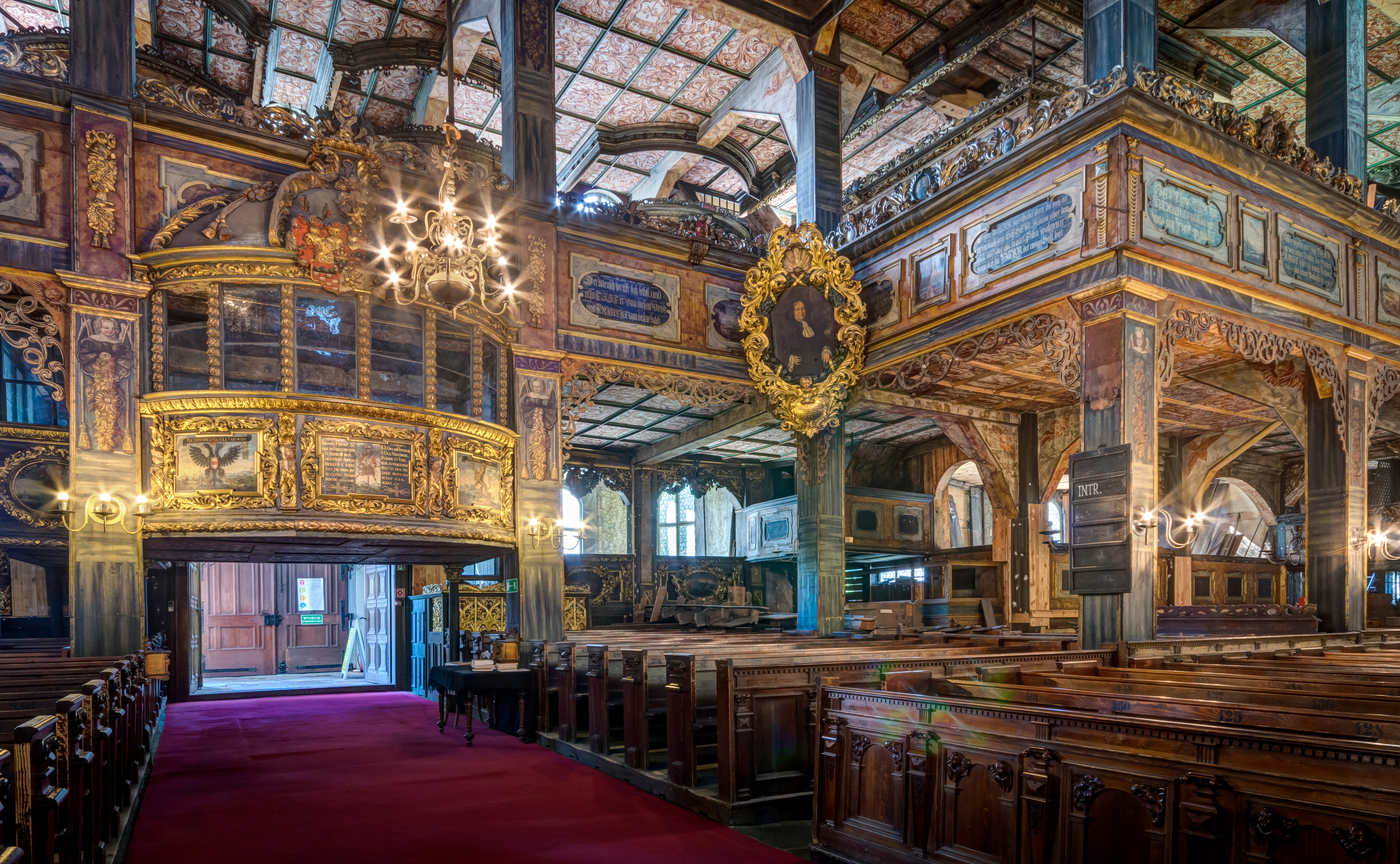
Órgãos
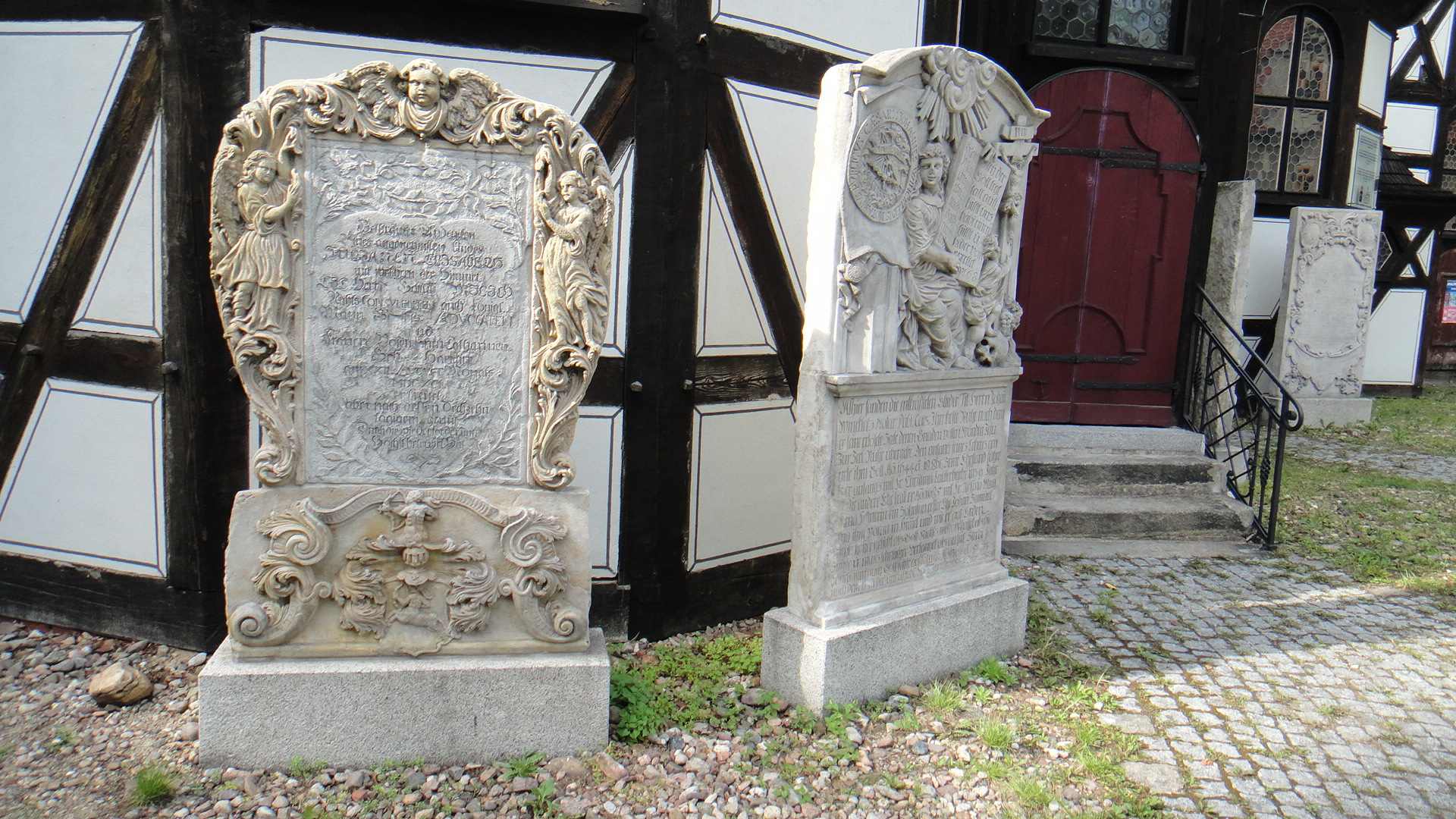
Lápides
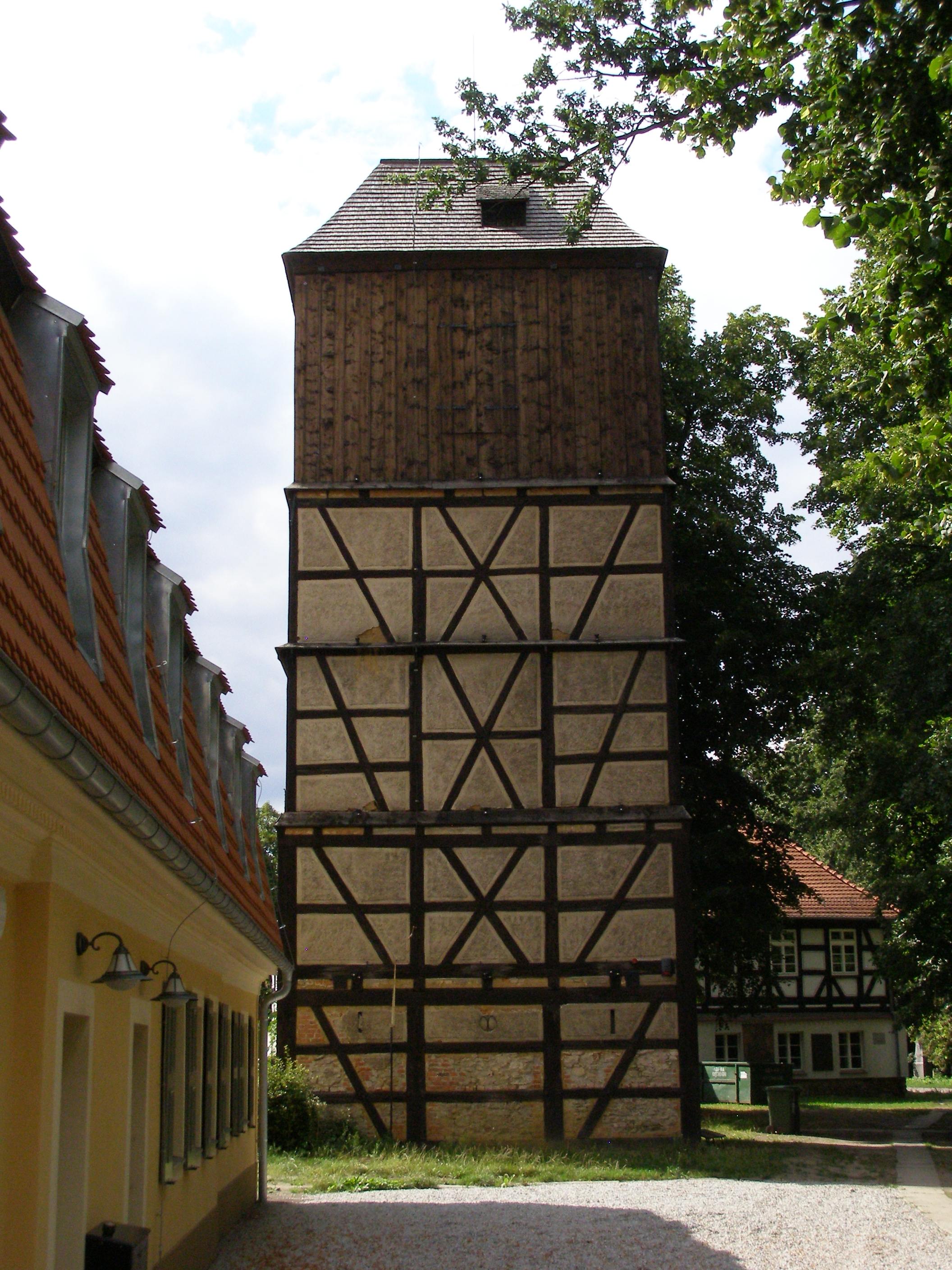
Campanário
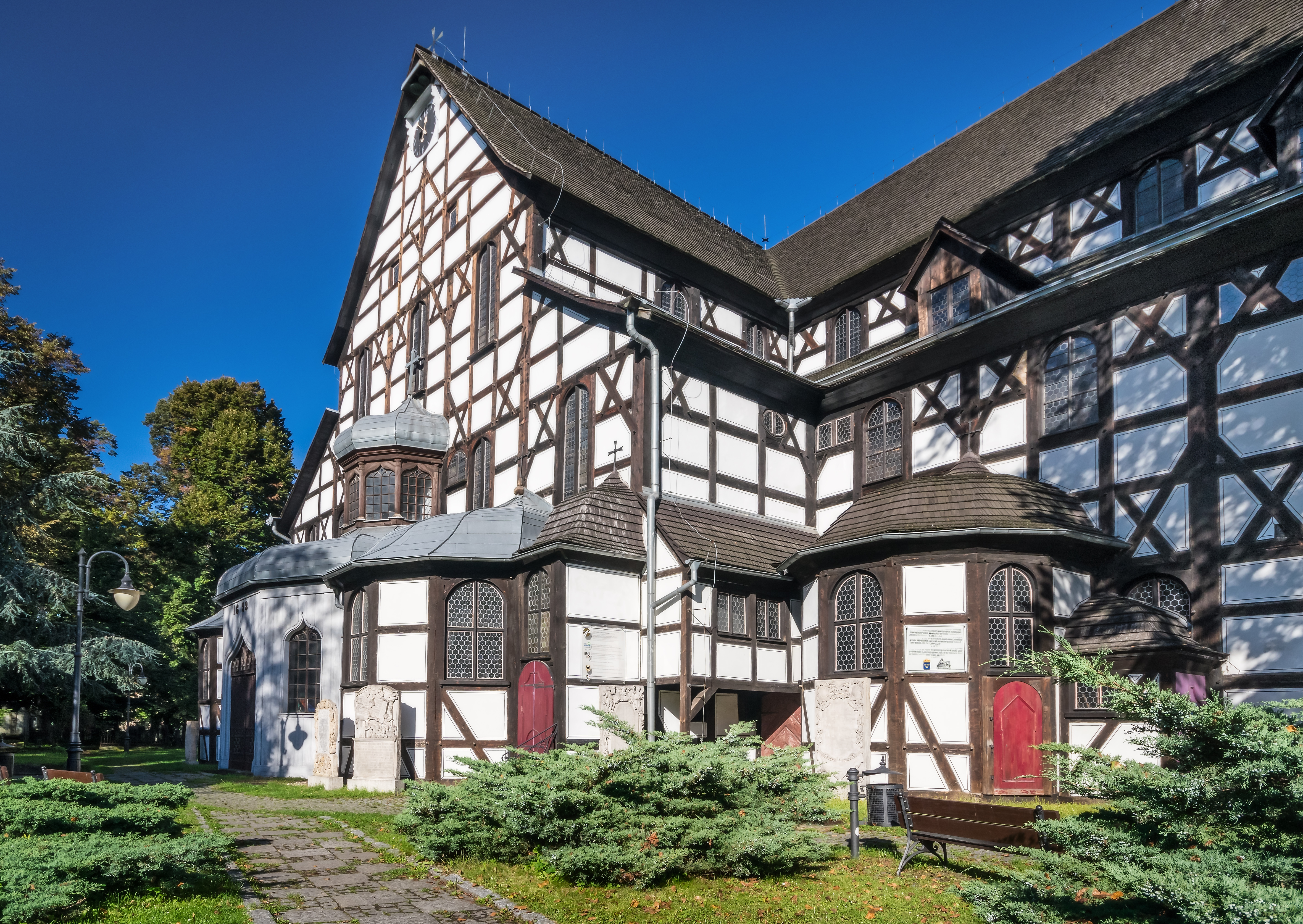
A parte de trás do templo
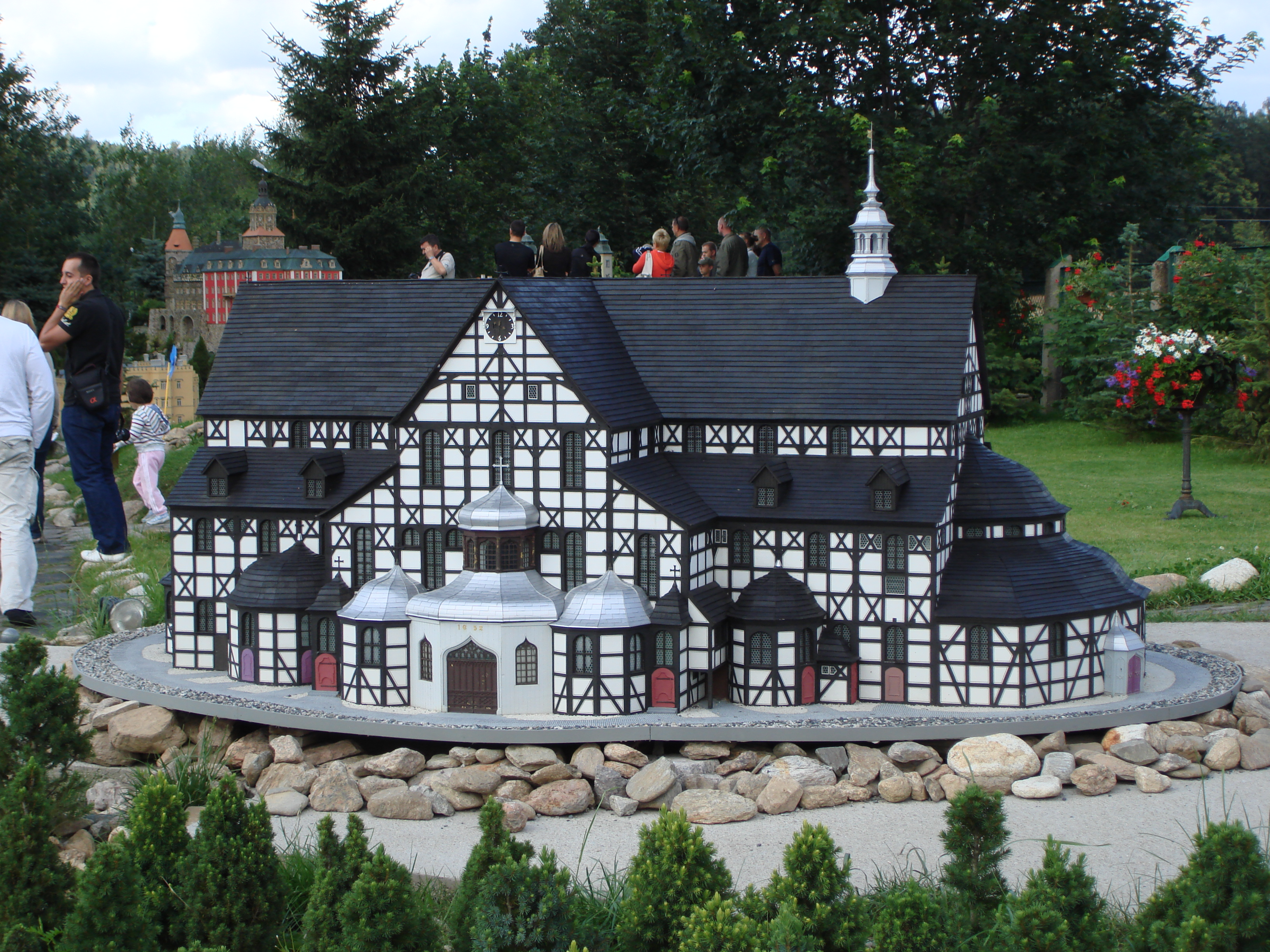
Miniatura da Igreja da Paz em Świdnica no parque de miniaturas em Kowary